# Religioni nel Regno Unito
Il cristianesimo è la religione più diffusa nel Regno Unito. Secondo i dati del censimento del 2011, i cristiani rappresentano il 59,5% della popolazione; il 4,5% circa della popolazione segue l'islam, il 3,5% circa della popolazione segue altre religioni (in maggioranza le religioni orientali), il 25,5% circa della popolazione non segue alcuna religione e il 7% circa della popolazione non specifica la propria fede religiosa. Non sono disponibili dati precisi sull'appartenenza alle singole denominazioni cristiane poiché il censimento non ha richiesto questo dato in tutto il Paese, ma solo in Scozia e Irlanda del Nord. Stime dell'Association of Religion Data Archives (ARDA) riferite al 2015 danno i cristiani (in maggioranza protestanti e anglicani) al 60% circa della popolazione, i musulmani al 5% circa della popolazione, gli ebrei allo 0,5% circa e coloro che non seguono alcuna religione al 29,5% circa, mentre la restante parte della popolazione seguirebbe le religioni orientali (principalmente induismo, sikhismo e buddhismo) e altre religioni. Altri studi e rilevazioni statistiche danno risultati diversi. Da un'indagine statistica effettuata nel 2011 dall'Opinion Research Services, è risultato che nel Regno Unito i cristiani rappresentano il 52% della popolazione e sono in maggioranza protestanti (con gli anglicani che rappresentano il 30% della popolazione e le altre forme di protestantesimo il 13% della popolazione); gli atei rappresentano l'8% della popolazione e quelli che non seguono alcuna religione il 28% della popolazione, mentre il 9% della popolazione segue altre religioni (islam compreso) e il 3% della popolazione non specifica la propria affiliazione religiosa. Secondo un'indagine del 2012 del British Social Attitudes Survay (studio statistico condotto dal National Centre for Social Research), i cristiani rappresenterebbero invece il 46% della popolazione, mentre il 6% della popolazione seguirebbe altre religioni e il 48% della popolazione non seguirebbe alcuna religione.
Il Regno Unito è formato da quattro entità nazionali, per cui non ha un’unica Chiesa nazionale. In Inghilterra l'anglicanesimo è la religione di stato; il sovrano è il capo della Chiesa d'Inghilterra, che gode di una serie di privilegi: 36 vescovi sono membri della Camera dei Lords e nelle Forze armate, nelle prigioni e negli ospedali ci sono cappellani anglicani. La Chiesa di Scozia è riconosciuta come Chiesa nazionale della Scozia, ma in seguito alla Legge sulla Chiesa di Scozia del 1921 non è più la Chiesa di stato. La Chiesa del Galles non è più la Chiesa di stato in Galles dal 1920, a seguito dell’entrata in vigore della Legge sulla Chiesa del Galles del 1914, mentre la Chiesa d'Irlanda non è più la Chiesa di stato in Irlanda (compresa l'Irlanda del Nord) dal 1871, a seguito dell'entrata in vigore della Legge sulla Chiesa d’Irlanda del 1869.
La Costituzione del Regno Unito non è costituita da un singolo documento ma da una serie di leggi che hanno natura costituzionale e alcune di queste riguardano la materia religiosa. La Legge dei Diritti umani del 1998 riconosce la libertà di religione. La Legge sull'odio razziale e religioso del 2006 (Racial and Religious Hatred Act 2006) proibisce l'incitamento all'odio religioso. La registrazione delle organizzazioni religiose non è obbligatoria, ma è necessaria per ottenere agevolazioni fiscali e ricevere donazioni; i matrimoni religiosi possono essere celebrati solo nei luoghi di culto delle organizzazioni religiose registrate. Nelle scuole pubbliche è previsto l'insegnamento della religione, ma i genitori possono chiedere l'esenzione per i loro figli. Nelle scuole pubbliche e private definite come "non religiose" l’insegnamento della religione deve riflettere i valori cristiani ma presentare anche i contenuti delle altre principali religioni presenti nel Paese, senza presentare una fede o credenza come superiore alle altre; i contenuti dell'insegnamento religioso sono definiti a livello locale.

## Religioni presenti

### Cristianesimo

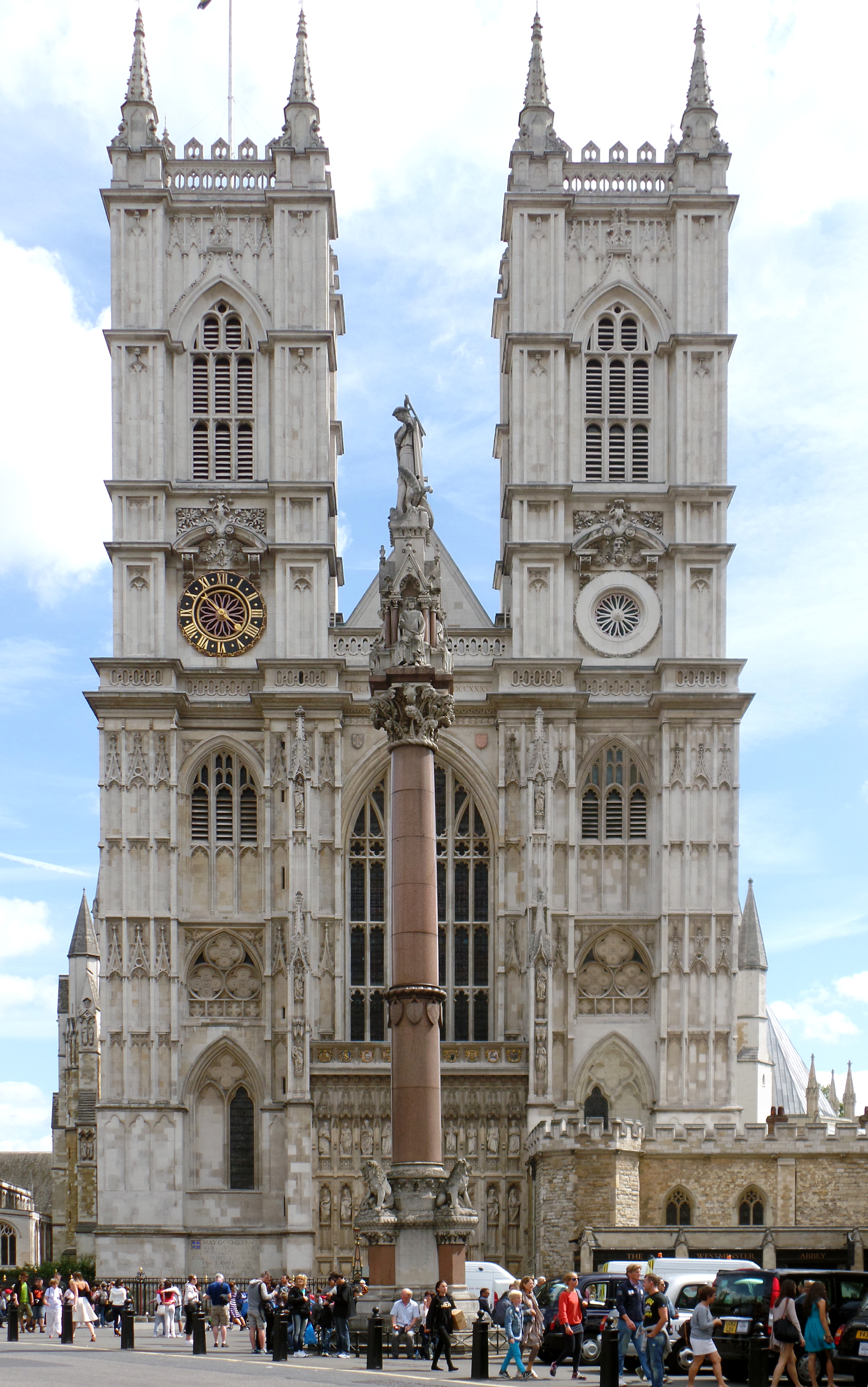
Abbazia di Westminster a Londra

Secondo stime dell’ARDA riferite al 2015, la maggioranza dei cristiani del Regno Unito sono anglicani e protestanti (circa il 49% della popolazione totale); i cattolici rappresentano circa il 9% della popolazione, gli ortodossi l'1% e la restante parte (circa lo 0,5% della popolazione) sono cristiani di altre denominazioni.
La confessione più presente in Inghilterra e Galles è l'anglicanesimo, rappresentato rispettivamente dalla Chiesa d'Inghilterra e dalla Chiesa del Galles, mentre in Scozia e Irlanda del Nord è il presbiterianesimo, rappresentato rispettivamente dalla Chiesa di Scozia e dalla Chiesa presbiteriana in Irlanda. La Chiesa d'Irlanda, appartenente alla Comunione anglicana, è la seconda denominazione protestante in Irlanda del Nord. In Inghilterra e Galles, il presbiterianesimo è presente con la Chiesa evangelica presbiteriana in Inghilterra e Galles, la Chiesa presbiteriana del Galles e la Chiesa presbiteriana internazionale. Fra le altre denominazioni protestanti presenti nel Regno Unito vi sono metodisti, luterani, congregazionalisti, battisti, avventisti del settimo giorno, battisti del settimo giorno, pentecostali, quaccheri ed Esercito della Salvezza.
La Chiesa cattolica è presente in Inghilterra, Scozia e Galles con 7 sedi metropolitane e 23 diocesi suffraganee, mentre l'Irlanda del Nord è compresa nell'arcidiocesi di Armagh, che fa parte della Chiesa cattolica in Irlanda.
La Chiesa ortodossa è presente nel Regno Unito con la Chiesa greco-ortodossa, la Chiesa ortodossa russa, la Chiesa ortodossa serba, la Chiesa ortodossa georgiana, la Chiesa ortodossa bulgara e la Chiesa ortodossa rumena.
Fra i cristiani di altre denominazioni, sono presenti i Testimoni di Geova, la Chiesa di Gesù Cristo dei Santi degli Ultimi Giorni (i Mormoni), gli Unitariani e i Cristadelfiani.

### Islam

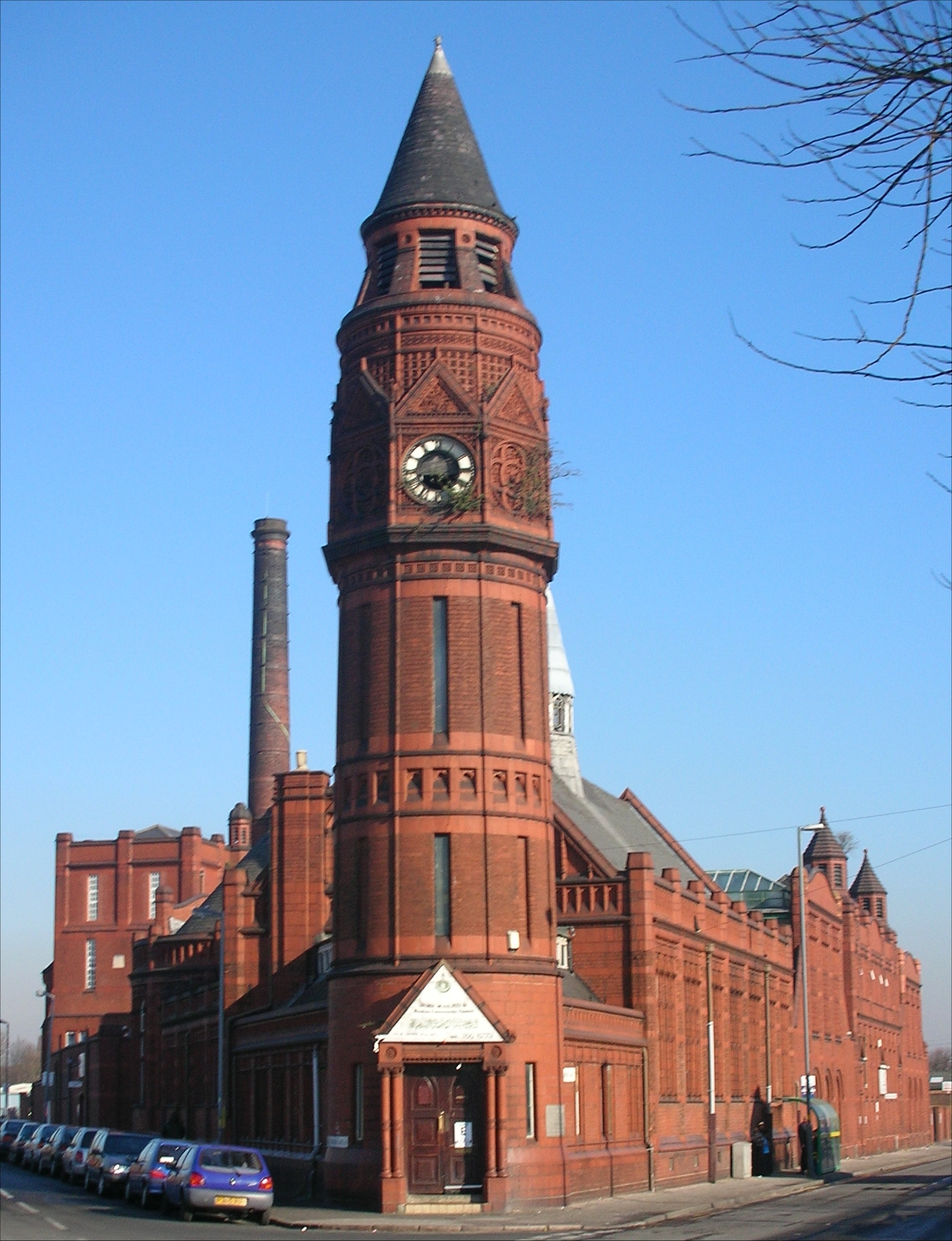
Green Lane Masjid, moschea a Birmingham

I musulmani del Regno Unito provengono principalmente dalle ex colonie dell'Impero britannico, soprattutto Pakistan, India, Bangladesh, Malaysia e Indonesia; altri musulmani provengono da Palestina, Somalia, Nigeria, Egitto, Turchia, Albania e Bosnia ed Erzegovina. I musulmani presenti nel Paese sono in maggioranza sunniti, con una minoranza di sciiti e piccoli gruppi di sufi ed ahmadiyya.

### Altre religioni
Nel Regno Unito sono presenti gruppi di ebrei, induisti, buddhisti, sikh, bahai e piccoli gruppi che seguono la religione popolare cinese, il giainismo e i nuovi movimenti religiosi.